# Jacques Marette
Jacques Marette (* 21. September 1922 in Paris; † 25. April 1984 ebenda) war ein französischer Politiker der Rassemblement du peuple français (RPR), Union pour la Nouvelle République (UNR) sowie zuletzt der Rassemblement pour la République (RPR), der zwischen 1959 und 1962 Mitglied des Senats, von 1962 bis 1967 Minister für Post und Telekommunikation sowie zwischen 1967 und seinem Tod 1984 Mitglied der Nationalversammlung war.

## Leben

### Widerstandskämpfer, Parteifunktionär und Wirtschaftsmanager
Marette wuchs in einer gutbürgerlichen Industriellenfamilie in Paris auf und absolvierte seine schulische Ausbildung an der 1885 gegründeten Privatschule Cours Hattemer. Im Anschluss begann er ein Studium der Rechtswissenschaften an der 1872 von Émile Boutmy gegründeten École libre des sciences politiques, der Vorgängerin des heutigen Institut d’études politiques de Paris (Sciences Po). Noch während seines Studiums schloss er sich nach der Besetzung Frankreichs durch die deutsche Wehrmacht 1942 der Widerstandsbewegung Résistance und nahm in verantwortlicher Funktion an mehreren Geheimoperationen teil. 1944 wurde er Mitglied des Geschäftsführenden Direktoriums der Nationalen Befreiungsbewegung MLN (Mouvement de libération nationale) und fungierte auch als deren stellvertretender Generalsekretär in der Île-de-France. Für seine Verdienste im Widerstand wurde er mit dem Croix de guerre 1939–1945, der Médaille de la Résistance und der Médaille des combattants volontaires de la Résistance ausgezeichnet.
Nach Ende des Zweiten Weltkrieges arbeitete Marette als Journalist bei den Tageszeitungen France Soir und Combat sowie als Vertreter der staatlichen Rundfunkgesellschaft Radiodiffusion Française Télévision Française (RTF) in Deutschland. Nach seiner Rückkehr nach Frankreich gehörte er zu den ersten Mitgliedern der im Frühjahr 1947 von Charles de Gaulle gegründeten Sammlungsbewegung des französischen Volkes RPF (Rassemblement du peuple français) und fungierte als Kabinettschef von Jacques Baumel, des früheren Generalsekretär der MLN. Kurz darauf wurde er Chefredakteur der von der RPF herausgegebenen Zeitung Le Rassemblement ouvrier und war für diese bis 1949 tätig. Er war von 1951 bis 1952 für den Aufbau der RPF in der Region Midi-Pyrénées verantwortlich und war auch Mitglied des Nationalrates der RPF. 1952 wechselte er in die Wirtschaft und war bis 1958 als Geschäftsführer verschiedener Industrieunternehmen tätig.
Auf Bitte General de Gaulles kehrte er in die Politik zurück und fungierte zwischen Juni 1958 und Januar 1959 als Technischer Berater im Kabinett des Industrie- und Handelsministers Édouard Ramonet. Im Herbst 1958 gehörte er zu den Mitgründer der Union für die Neue Republik UNR (Union pour la Nouvelle République). In der Folgezeit war er zwischen Oktober 1958 und März 1961 stellvertretender Generalsekretär der UNR und damit Vertreter der damaligen Generalsekretäre Roger Frey, Albin Chalandon sowie zuletzt Jacques Richard. In dieser Funktion war er innerhalb der UNR verantwortlich für die Beziehungen zum Parlament, zur Presse sowie für auswärtige Beziehungen. Daneben war er seit 1959 auch Politischer Direktor der Parteizeitung Courrier de la nouvelle République. Bei den Kommunalwahlen im März 1959 wurde er zudem zum Mitglied des Gemeinderates des 9. Sektors von Paris gewählt, der das 19. und das 20. Arrondissement umfasste.

### Senator, Minister und Abgeordneter
Nachdem Edmond Michelet am 8. Januar 1959 als Justizminister in die Regierung von Premierminister Michel Debré eingetreten war, wurde Marette als dessen Nachfolger am 29. Mai 1959 Mitglied des Senats und gehörte diesem als Vertreter des Département Seine bis zum 15. Mai 1962 an. Er gehörte der Fraktion der Union pour la Nouvelle République an und war Mitglied des Senatsausschusses für Wirtschaftsangelegenheiten (Commission des affaires économiques).
Am 16. April 1962 wurde Marette von Premierminister Georges Pompidou als Minister für Post und Telekommunikation (Ministre des Postes et télécommunications) in dessen erstes Kabinett berufen. Bei den Wahlen vom 25. November 1962 wurde er für das Parteienbündnis aus UNR und Demokratische Union der Arbeit UDT (Union Démocratique du Travail) zwar zum Mitglied der Nationalversammlung für das Département Seine gewählt, legte dieses Mandat jedoch am 6. Januar 1963 nieder, nachdem er bereits am 28. November 1962 auch im zweiten Kabinett Pompidou wieder zum Minister für Post und Telekommunikation berufen worden war. Er bekleidete dieses Ministeramt auch in dem am 8. Januar 1966 gebildeten dritten Kabinett Pompidou bis zum 1. April 1967. Bei der Bildung des vierten Kabinett Pompidou am 6. April 1967 wurde er nicht mehr berücksichtigt, sondern Yves Guéna zum neuen Minister für Post und Telekommunikation ernannt.
Bei den vorhergehenden Wahlen vom 12. März 1967 wurde Marette für die Union der Demokraten für die Fünfte Republik UDR (Union démocratique pour la V° République) wieder zum Mitglied der Nationalversammlung gewählt und gehörte dieser nach seinen Wiederwahlen am 30. Juni 1968, 11. März 1973, 19. März 1978 und 14. Juni 1981 als Vertreter des 17. Wahlkreises von Paris bis zu seinem Tode am 25. April 1984 an. Während dieser Zeit gehörte er jeweils der Nachfolgefraktionen der UNR/UDR an, und zwar der Union der Demokraten für die Republik UDR (Union des démocrates pour la République) und zuletzt der Sammlungsbewegung für die Republik RPR (Rassemblement pour la République). Während der dritten Legislaturperiode war er von März 1967 bis Juni 1968 Mitglied des Parlamentsausschusses für Kultur, Familien und Soziales (Commission des affaires culturelles, familiales et sociales) und zu Beginn der vierten Legislaturperiode anfangs Mitglied des Ausschusses für Produktion und Handel (Commission de la production et des échanges), wechselte aber im Oktober 1969 als Mitglied in den prestigeträchtigeren Ausschuss für Finanzen, allgemeine Wirtschaft und Planung (Commission des finances, de l'économie générale et du plan). Diesem Ausschuss gehörte er bis zu seinem Tode an.
Daneben wurde Marette 1977 zum Mitglied des Stadtrates von Paris gewählt, dem er nach seiner Wiederwahl 1983 ebenfalls bis zu seinem Tode angehörte.
Marette war der jüngere Bruder der späteren Kinderärztin und Psychoanalytikerin Françoise Dolto. Nach seinem Tode wurde er auf dem Cimetière de Vaugirard beigesetzt und der Place Jacques-Marette ihm zu Ehren benannt, ein Platz im 15. Arrondissement von Paris.